# Jablonská vrchovina
Jablonská vrchovina je geomorfologický podokrsek Podorlické pahorkatiny v okrese Ústí nad Orlicí mezi městy Letohrad a Jablonné nad Orlicí.

## Umístění a geomorfologie
Jablonská vrchovina je jednotkou geomorfologického celku Podorlická pahorkatina, podcelku Žamberská pahorkatina a okrsku Rokytnická pahorkatina. Jedná se o podlouhlou vrchovinu orientovanou ze severozápadu na jihovýchod. V severozápadním zakončení se nachází ohbí řeky Divoká Orlice v obci Nekoř, vrchovina se odtud táhne jihovýchodním směrem přes Mistrovice a Jablonné nad Orlicí a končí v prostoru bezejmenné kóty 507 m severozápadně od osady Kalhoty. Ze severovýchodu lemují Jablonskou vrchovinu svahy Orlických hor, konkrétně Pastvinské a Výprachtické vrchoviny. Na jihozápadě a západě pak sousední jednotky Podorlické pahorkatiny – Čermenská pahorkatina a Žamberské kuesty. Na severozápadě za Divokou Orlicí navazuje Kunvaldská pahorkatina.

## Vrcholy
Od severozápadu na jihovýchod:
- Homole (563 m) – východně od Nekoře
- Černý kopec (594 m) – západně od Sobkovic (nejvyšší vrchol Jablonské vrchoviny)
- U příčnice (542 m) – severně od Mistrovic
- Na židově kopci (575 m) – severně od Mistrovic (ve východním svahu sjezdovka)
- Blaškovský kopec (550 m) – východně od Mistrovic
- Nad Suticí (489 m) – jižně od Mistrovic

Na levém břehu Tíché Orlice se žádné významnější vrcholy nevyskytují.

## Vodstvo
Jablonská vrchovina spadá do povodí Orlice. Divoká Orlice, konkrétně vodní nádrž Pastviny II, tvoří její seveozápadní hranici, Tichá Orlice jí u Jablonného nad Orlicí protíná.

## Ochrana přírody
Bezprostřední okolí toků obou Orlic je chráněno v rámci přírodního parku Orlice. V přírodní rezervaci Sutice na pravém břehu Tiché Orlice je chráněna opuková stráň s vzácnou květenou, např. střevíčníkem pantoflíčkem.

## Komunikace
Jablonskou vrchovinou procházejí a v Jablonném nad Orlicí se kříží silnice I/11 Praha – Ostrava se silnicí II/311 z Orlických hor do Lanškrouna. Údolím Tiché Orlice je vedena železniční trať Letohrad – Lichkov. Vrchovinu též protíná několik turistických tras, z nichž žádná pro ní nemá charakter hřebenovky. Nejvýznamnější z nich je červeně značená Jiráskova cesta.